# La Neuville-au-Temple
La Neuville-au-Temple è un comune francese di 574 abitanti situato nel dipartimento della Marna nella regione del Grande Est. È stato istituito il 1° gennaio 2025 dalla fusione dei precedenti comuni di Dampierre-au-Temple e Saint-Hilaire-au-Temple.